# Leptogium furfuraceum
Leptogium furfuraceum är en lavart som först beskrevs av Harm., och fick sitt nu gällande namn av Sierk. Leptogium furfuraceum ingår i släktet Leptogium och familjen Collemataceae.   Inga underarter finns listade i Catalogue of Life.